# Rhyacophila janosi
Rhyacophila janosi is een schietmot uit de familie Rhyacophilidae. De soort komt voor in het Oriëntaals gebied.